# Carlos Dámaso Martínez
Carlos Damaso Martínez Gilliberti (Argentina, ...) è uno scrittore, saggista, sceneggiatore e docente universitario argentino.

## Biografia
Laureato e dottore in Lettere presso l‘Università Nazionale di Córdoba, Carlos Dámaso Martínez Gilliberti ha vissuto a Cordova. Da allora vive a Buenos Aires. È ricercatore presso il dipartimento di letteratura ispanoamericana della Università di Buenos Aires ed  en el Instituto de Investigación y Experimentación en Arte y Crítica (UNA)  ed esercita la docenza universitaria presso Università nazionale dell'Arte (UNA). Dirige la collana Letras y Pensamiento en el bicentenario della casa editrice EDUVIM. Direttore de Paginas de Bioy Casares y Roberto Arlt, Biblioteca Virtual Cervantes.   Come sceneggiatore ha adattato per il cinema varie opere di autori argentini e ispanoamericani. 
Ha pubblicato il romanzo Hay cenizas en el viento (Buenos Aires, Centro Editor de América Latina, 1982), la raccolta di racconti Hasta que todo arda (1989), La frontera más secreta (1993), La creciente (1997), El informante (1998), El amor cambia (2001), il romanzo poliziesco Serial (2006), il romanzo El otro tiempo (2010),  El descubrimiento (2013) e Emoción violenta (2015).
I suoi testi critici sono apparsi in riviste culturali come Tiempo Argentino, Punto de Vista, EspaciosClarín e Pagina12 . Ha pubblicato saggi di letteratura argentina e ispanoamericana in La seducción del relato (2002), El arte de la conversación. Diálogo con escritores latinoamericanos (2007), Una poética de la invención. Renovación del fantástico (2014) e in Lecturas escritas. Ensayos sobre literatura latinoamericana y arte (2017). È autore di vari prologhi tra cui lo studio preliminare dei Cuentos completos de Horacio Quiroga (Planeta, 1997). I suoi racconti appaiono in diverse antologie, tra cui Cuentos policiales argentinos e Cuentos de historia argentina (entrambi Alfaguara).

## Opere principali
Hay cenizas en el viento è un romanzo del 1983 che ha ricevuto una certa attenzione da parte della critica. Se ne sono occupati, tra gli altri, studiosi come Beatriz Sarlo, Nora Catelli e Halperín Donghi. Il romanzo fa riferimento a movimenti insurrezionalisti come il Cordobazo e alla repressione e alle sparizioni perpetuate durante il Processo di riorganizzazione nazionale del 1976.
La creciente è una raccolta, tradotta in italiano con il titolo La piena (Arcoiris, 2011), costituita da quattro racconti (Come una visione; Il resoconto impossibile; Incontri velati e I giorni dell'Eden) e una nouvelle (La piena) che apre il volume. La creciente è uscita in Argentina nel 1997 con la prestigiosa casa editrice Beatriz Viterbo.

## Premi
Per El amor cambia, Carlos Dámaso Martínez ha ricevuto il premio Ricardo Rojas per la narrativa. Per il romanzo El informante (1998), invece, ha vinto nel 1997 il Premio Fondo Nacional de las Artes e il Premio Eduardo Mallea de la Ciudad de Buenos Aires. 

## Opere tradotte in italiano
- La piena (titolo originale: La creciente), traduzione italiana di Francesco Fava e Giulia Failla, introduzione di María Cécilia Graña, Arcoiris Edizioni, Salerno, 2011, 132 pp.
- Ceneri nel vento di Carlos Dámaso Martínez, traduzione e cura di Marcella Solinas, Arcoiris Edizioni, Salerno 2013.
- Un luogo perfetto di Carlos Dámaso Martínez, traduzione di Loris Tassi e Lorenza Di Lella, con una postfazione di María Cecilia Graña,  Arcoiris Edizioni, Salerno 2013.
- Crimini immaginari (titolo originale: El informante), traduzione e cura di Marco Ottaiano, postfazione di Marco Ottaiano, Arcoiris Edizioni, Salerno, 2014, 184 pp.
- Serial, traduzione di Livio Santoro, Arcoiris Edizioni, Salerno 2015.